# 織田信秀
織田 信秀（おだ のぶひで）は、戦国時代の尾張国の武将、戦国大名。織田信長の父。

## 生涯

### 家督相続
尾張国南西部海東郡・中島郡に跨る勝幡城（愛知県愛西市・稲沢市）を支配する勝幡城主で、清洲三奉行の一人の織田信定の長男として永正8年（1511年）に生まれる。
信定は尾張の守護代織田氏の一族で、尾張下四郡を支配する守護代「織田大和守家」（清洲織田氏）に仕える庶流として、主家の重臣の清洲三奉行の一家で弾正忠を称した家を継いでいた。大永年間（1521〜8年）に勝幡城を築き当時、伊勢湾に近い木曽川に臨む港と牛頭天王社（津島神社）の門前町として繁栄していた津島を支配し、同家の勢力拡大のきっかけを作る。
信秀は父・信定の生前である大永6年4月（1526年）から7年（1527年）6月の間に家督を譲られて当主となる。家督相続からまもなく、天文元年（1532年）、主家の織田達勝と清州三奉行の一人の小田井城の織田寛故と争ったが、講和した。この和議を固めるのと自らの威勢を示すため、翌、天文2年（1533年）7月京都から蹴鞠の宗家飛鳥井雅綱を招き、山科言継も同道してまず7月8日勝幡城で蹴鞠会を開催し、賓客たちと数100人の見物衆も含め多くが集まり、7月27日には清州城に舞台を移し、連日蹴鞠会を実施した（『言継卿記』）。天文3年（1534年）には、嫡男の信長が誕生した。

### 勢力拡大
天文7年（1538年）頃、今川氏豊の居城の那古野城（名古屋市中区）を謀略で奪い取り、ここに居城を移して愛知郡（現在の名古屋市域周辺）に勢力を拡大した。
その後も勢力の拡大に伴って、天文8年（1539年）には古渡城（名古屋市中区）を築き、居城として、2つ目の経済的基盤となる熱田を支配した。信長の幼年時か、天文15年（1546年）の元服前に那古野城を譲っている。さらに後年の天文17年（1548年）には末森城（名古屋市千種区）を築き、また居城を移しているが、当時の戦国大名は生涯、あるいは代々本拠地を動かさないことが多く、特異な戦略とされる。
経済的に伸長し勢力を増し、上洛して朝廷にも献金し、従五位下に叙位され、備後守に任官された。さらには室町幕府にも参じて、第13代将軍・足利義輝にも拝謁した。天文9年（1540年）から翌年にかけ、伊勢神宮遷宮のため、材木や銭七百貫文を献上した。天文10年（1541年）9月にはその礼として朝廷より三河守に任じられたというが、周囲への使用例はない。天文12年（1543年）には、天文10年の嵐による内裏の建物倒壊の修理料として朝廷に4000貫文を献上。さらに朝廷重視の姿勢を示した（『多聞院日記』）。
対外においては遡ること享禄2年（1529年）、松平清康が尾張に侵入し、信秀の支配下である東春日井郡の品野城や、愛知郡の岩崎城を収奪。天文4年（1535年）、さらに今川勢に唆された清康は森山を侵略するがその最中、家臣の阿部正豊によって殺害された（森山崩れ）。その結果四散した松平氏の隙を突いて、信秀は三河に井田野の戦いなどで反攻。天文9年には安祥城を攻略して支配下に置き（安城合戦#第一次安城合戦）、長男（庶子）の織田信広を置いた。
天文11年（1542年）、美濃では守護の土岐頼芸と子の土岐頼次が、斎藤道三によって尾張へ追放される。信秀は頼芸を支援し、また同様に追放された先々代の守護の子の土岐頼純を庇護下に置く越前の朝倉孝景と連携し、美濃に出兵して斎藤道三と戦い、一時は大垣城を奪った。また『信長公記』によると、同年の第一次小豆坂の戦いでも今川義元を相手に勝利を収め、西三河の権益を保持したという。
こうして信秀は主家である大和守家への臣従関係は保ちつつ、実質的な地位や権威は大和守家やその主君である尾張守護斯波氏をも上回り、弟の織田信康や織田信光ら一門、家臣を尾張の要所に配置し、尾張国内の他勢力を圧倒する戦国大名の地位を築いていった。しかし信秀は終末まで守護代奉行であり、実質上は尾張を代表する戦国大名として斎藤・松平・今川ら他国大名と戦い続けたものの、形式的主君として守護代家・守護家を仰ぎ続けた。尾張国内の大和守家や他の三奉行、犬山の織田信清などと何度も敵対し争ったり、反乱されたりしているのに、最後まで徹底して粛清したり叩こうとはせず、旧来の権威や秩序を重んじる古さがあったと指摘される。それらを抱えたまま国外の敵と戦うことには限界があり、その併呑や排除は信長の代を待つことになる。

### 勢力の陰りとその死

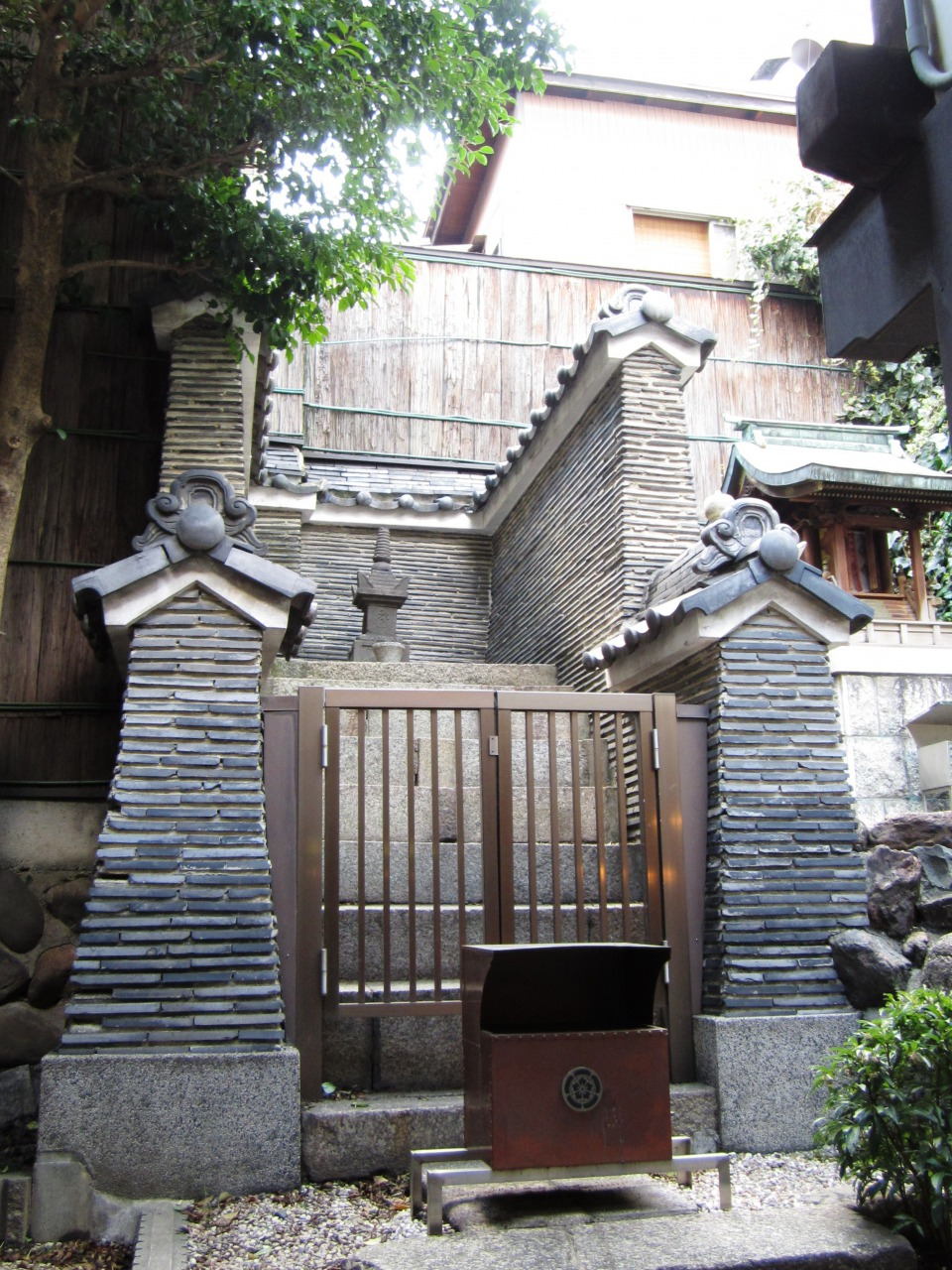
萬松寺の墓所

天文13年（1544年）、斎藤道三の居城・稲葉山城の城下まで攻め込んだが、道三の反撃を受けて大敗する（加納口の戦い）。
天文16年（1547年）9月、岡崎城を攻め落とし、城主の松平広忠を降伏させる。広忠の嫡男・竹千代（後の徳川家康）が織田家の人質になったのもこの頃の出来事と考えられている。
天文17年（1548年）、道三が広忠に働きかけ、斎藤氏・今川氏と結んだ広忠が再度挙兵（『武家聞伝記』）。道三や今川義元は信秀に対抗するため、工作活動を行っていたと考えられている。さらに犬山城主・織田信清（弟・信康の子）と楽田城主・織田寛貞が謀反を起こすが、これを鎮圧して従属させる。また、道三による大垣城攻撃を受けたため救援に向かうがその最中、織田達勝から大和守家を継いだ織田信友も古渡城に攻め寄せたため、帰還して信友と対峙する。この年、信秀は道三と和睦。条件として信秀の嫡子・信長と、道三の娘・帰蝶（濃姫）との婚姻が決まる。
同年3月19日、第2次小豆坂の戦いにおいて、太原雪斎の指揮する今川・松平連合軍に敗北。信秀は今川氏の勢力に押され、大和守家とも対立し、苦境に立たされる。
天文18年2月24日（1549年3月23日）、帰蝶が織田家に輿入れ。大垣城は道三の支配下に戻り、また同年には大和守家の信友とも和解した。
同年3月、信秀の勢力を三河より駆逐せんとする今川氏が、織田方の西三河支配の牙城であった安祥城に対し、太原雪斎を将とする約1万の軍勢を送る。城主である信秀の庶子・信広の奮戦により、一度はその攻撃を退けたものの、今川氏は同年9月に再び出兵。平手政秀が援軍として安祥城へ送られたが、11月に安祥城は陥落した（第三次安城合戦）。信広が今川氏に捕縛されたことで、人質としていた松平竹千代との交換も行われ、西三河における織田方の勢力は総崩れの様相を呈した。信秀はこの頃から病に冒され臥せるようになり、周囲や関係者にも病中と知られるようになる。11月には信長が代行として「執達」し、「藤原信長」名で熱田に制札を出しており、これが信長の初見文書となっている。
天文19年（1550年）8月、今川氏の軍勢により、知多郡の水野信元が降伏。翌天文20年（1551年）12月には愛知郡鳴海城の山口教継が今川方となり、教継の調略により織田方の勢力が削がれるという困難の続く中で、天文21年3月3日（1552年3月27日）、信秀は末森城で死去した。享年42。家督は嫡男の信長が継いだ。葬儀は萬松寺で行われ、僧侶300人を参集させた壮大なものだった。しかし、信秀の死は3年間伏せられていたという説もある。
なお、没年については天文18年（1549年）説、天文20年（1551年）説、天文21年（1552年）3月9日説もあるが、思文閣の古書資料目録229号にある武将花押・朱印貼交帖には、備後守信秀名の天文20年4月24日付の判物が残されている。

## 評価
歴史家の谷口克広は以下のように評している。
- 智勇に優れた武将であり、守護代二家のうちの大和守家下の庶流という低い地位から尾張各地、そして一時は西三河まで支配し尾張国を代表する勢力となり、信長の飛躍の基盤を作った[28]。
- 何度かの苦戦や困難にも負けず戦い抜き戦国大名化し、天文13年美濃攻めの大敗北直後にも堂々と勅使を迎えた。苦戦や敗戦にめげない精神は、信長の第一次信長包囲網の元亀年間の最大の苦闘やその後の包囲網、苦戦に負けなかった強靭な人格に特に継承されている[29]。
- 父・信定の築いた勝幡城を継承し、近辺の港と門前町の商業都市津島の権益を高め、後に同様の地の熱田を支配し、経済力を蓄えて、当時の経済流通拠点を支配下に組み込み、それによって商業の活性化を図るなどの先見性を持っていた。これも信長に継承されている[30]。
- 那古野城の奪取にあたっては、信秀はあらかじめ若年の城主・今川氏豊に友好的に接近、連歌狂だった氏豊の歌仲間として親しくなり油断させ、那古野城に何日も泊まるようになる。その後、宿泊時に仮病の重体で人を呼び寄せ、城の内外で戦いを起こし城下に放火し侵攻させていた軍勢を城内に入れ乗っ取るという奇策で攻略したと『名古屋合戦記』[31]に記されている。これはそのまま史実ではなくても、那古野城が突然、信秀のものになったのは事実であり、何かしらの謀略で奪い取ったと見られ、武将としての性格を示して有名である。なお、同書には史実とは年数の合わない享禄5年（1532年）春のこととされている[32]。
- 「大うつけ」と呼ばれ長老衆や周囲の悪評の高い信長に那古野城を譲り、その後も一貫して自らの後継者に据え続けており、親子の間には信頼関係があったと思われる[33]。
- 居城を勝幡城・那古野城・古渡城・末森城と、戦略に合わせ、次々と移転したが、他の戦国大名の武田氏・朝倉氏・後北条氏・毛利氏・上杉謙信などは生涯居城を動かさず、信秀は特異であるがその勢力拡大への効果は大きい。この居城移転戦略も信長へと引き継がれた[11]。

- 籠城せず必ず打って出る戦闘方法、多数の兄弟姉妹・娘息子を活かした縁組戦略などは、信長に全国に規模を広げて拡大継承された。その一方で、農村農民や農地政策の不徹底さも同様となった[34]。
- 天文12年（1543年）、朝廷に内裏修理料として4000貫文を献上した朝廷重視の姿勢は信長にも受け継がれた[35]。

## 他
- 40代前半で死去するまでに正室と多くの側室との間に12人の息子と10人以上の娘をもうけた[36]。
- 現・京都市東山区の建仁寺の塔頭寺院で1536年の「天文法華の乱」で焼失した禅居庵摩利支天堂を天文16年（1547年）再建したと伝えられている[37]。

## 系譜
先祖
- 織田良信 - 織田信定 - 織田信秀

母
- 含笑院殿（いぬゐ・織田良頼の娘）

妻
- 正室:織田達勝の娘
- 継室:土田御前
- 側室
  - 織田敏信の娘
  - 池田政秀の娘（養徳院殿）
  - 岩室殿（岩室孫三郎次盛の娘）

弟妹
- 織田信秀
- 織田信康
- 織田信光
- 織田信実
- 織田信次
- 織田信正
- 秋悦院殿（織田信安室）
- 松平内膳室（松平信定または松平清定室）
- 長栄寺殿（牧長義室）
- おつやの方（岩村殿）（遠山景任室のち秋山信友室）

息子
- 織田信広
- 織田信長
- 織田信行
- 織田信治
- 織田信時
- 織田信興
- 織田秀孝
- 織田秀成
- 織田信照
- 織田長益
- 織田長利
- 織田信包

娘
- くらの方（大橋重長室）
- 神保・稲葉夫人（神保氏張室のち稲葉貞通正室）
- 犬山殿（織田信清室）
- 斎藤秀龍側室（斎藤秀龍室）
- 苗木勘太郎室（苗木城主・遠山直廉室）
- 小田井殿（織田信直室）
- 小幡殿（織田信成室）
- お犬の方（佐治信方のち細川昭元室）
- お市の方（浅井長政のち柴田勝家室）
- 飯尾尚清室（飯尾尚清室）
- 津田出雲守室（津田出雲守某室）
- 乃夫殿（津田元秀室）
- 信徳院（おとくの方、小林殿・小林城主牧長清室）
- 丹羽氏勝継室（丹羽氏勝室）
- 乃木九郎室

## 関連作品
- 『国盗り物語』(1973年、NHK大河ドラマ)、演：千秋実
- 『徳川家康』(1983年、NHK大河ドラマ)、演：伊藤孝雄
- 『信長 KING OF ZIPANGU』(1992年、NHK大河ドラマ)、演：林隆三
- 『麒麟がくる』(2020年、NHK大河ドラマ)、演：高橋克典
- 『どうする家康』(2023年、NHK大河ドラマ)、演：藤岡弘、